# Migues (Uruguai)
Migues (antigament Pueblo del Carmen) és una localitat de l'Uruguai situada al departament de Canelones, prop a la frontera amb el departament de Lavalleja.

## Història
Abans de 1752 les terres on actualment s'assenta la localitat de Migues i els seus voltants pertanyien jurídicament a la Corona espanyola. En aquest any, el capità José Villanueva Pico remata les terres situades entre els rierols Solís Chico i Solís Grande. El 1761 les adquireix Juan Villanueva Pico, germà de José. El 1786, Josefa Villanueva Pico rep les terres en herència, qui al seu torn, les llega al Prevere Antonio Garros, de Navarra (Espanya) el 1809.
En temps de la revolució de José Gervasio Artigas, d'acord amb el reglament de terres vigent, es reparteixen les terres del latifundi de la família Villanueva Pico el 1816. Entre 1825 i 1835 Félix de Álzaga, apoderat de Garrós, gestiona la devolució de les terres confiscades fins que, el 1835, assoleix vendre-les a Blas Migues.
El 1852 es realitza la partició de béns de Blas Migues, corresponent les terres en qüestió al seu fill, Gregorio Migues, que les annexiona a altres adjacents que compra als seus germans el 1853.
El procés fundacional del poble s'inicia el 1859 quan Gregorio Migues construeix una finca per a la seva família en les proximitats de l'actual plaça del poble. Al voltant de la mateixa es van anar construint posteriorment altres edificis i, el 1865, es comença la construcció de l'església i es gestiona la declaració del nou assentament com poble. Aquestes gestions es trunquen amb la mort sobtada de Gregorio Migues el 27 d'octubre d'aquest any.
Ja durant la presidència de Bernardo Prudencio Berro s'havia començat a promoure la fundació de noves poblacions amb l'objectiu d'arrelar la població de la campanya uruguaiana i d'afermar la nacionalitat de la nova república. En aquest context, la senyora Nicasia Figueredo de Migues oferix al fisc parts de les seves terres per a formar definitivament la població, la qual cosa es discuteix i aprova en la Cambra de Representants el 22 de juny de 1870. L'única condició imposada per la donant és que dugués el nom de Pueblo del Carmen, ja que la senyora de Migues era molt devota de la Verge del Carmen, però aquesta denominació no va prosperar degut al fet que, des del començament, es va preferir honrar la memòria de Migues.
El 1901 s'instal·la a la plaça Libertad el monument a la independència de l'Uruguai, de vuit metres d'altura.

## Població
D'acord amb les dades del cens de 2004, Migues tenia 2.180 habitants.
| Any  | Població |
| ---- | -------- |
| 1963 | 1.968    |
| 1975 | 2.183    |
| 1985 | 2.079    |
| 1996 | 2.004    |
| 2004 | 2.180    |

Font: Institut Nacional d'Estadística de l'Uruguai

## Govern
L'alcaldessa de Migues és María del Carmen Suárez (Partit Nacional).